# Santiago Chazumba
Santiago Chazumba là một đô thị thuộc bang Oaxaca, México. Năm 2005, dân số của đô thị này là 4209 người.